# Солнце и Луна (Средиземье)
Солнце (англ. Sun) и Луна (англ. Moon) — в легендариуме Д. Р. Р. Толкина — главные астрономические объекты искусственного происхождения. Они присутствуют почти во всех его произведениях, наиболее подробно описаны в различных версиях «Сильмариллиона», который в окончательном виде был издан в 1977 году Кристофером Толкином. Однако Солнце и Луна появляются в работах автора уже начиная с 1920-х годов.
Солнце и Луна, согласно легендариуму, были описаны в произведении «Нарси́лион» (в переводе с квенья — «Песнь о Солнце и Луне»).

## История создания
Солнце и Луна были созданы Валар, чтобы освещать Арду, погрузившуюся во мрак после разрушения Светильников Валар и уничтожения Мелькором и Унголиант Двух Древ Валинора. Также Валар не хотели оставлять без какой-либо поддержки изгнанников-нолдор, синдар Белерианда и эльфов-авари, оставшихся у вод Куивиэнен.
Валиэр Ниэнна и Йаванна не смогли исцелить Два Древа, однако, прежде чем погибнуть окончательно, Телперион дал единственный серебряный цветок, а Лаурелин — тоже единственный золотой плод, которые впоследствии и стали соответственно Луной и Солнцем. Аулэ изготовил для них ладьи-сосуды, которыми стали править Тилион и Ариэн из рода майар. По замыслам Варды, обе ладьи должны были ежечасно находиться в Ильмене, но порознь друг от друга. Одна должна была отплывать от Валинора, а затем возвращаться на восток; другая в то же время должна была отбывать с востока и устремляться на запад.
Позже (не в последнюю очередь по милости Тилиона) по просьбе супругов-Валар Лориэна и Эстэ Варда изменила своё решение: теперь Солнце должно было после прихода в Валинор находиться какое-то время над Внешним Морем, после чего подданные Ульмо уносили его вглубь и переносили незримо на восток, где оно и всходило вновь. Луна же должна была делать то же самое, но всходить лишь после заката Солнца.
С первым восходом Солнца на востоке Средиземья в земле Хильдориэн пробудились младшие дети Илуватара — люди, а время Первой эпохи Средиземья стало исчисляться Годами Солнца вместо прежних, значительно более долгих Лет Древ.
Наименование «Первая эпоха Солнца» и отождествление отправной точки Первой эпохи с началом отсчёта Лет Солнца является ошибкой. Дело в том, что этот термин ни разу не встречается ни в одном из текстов Толкина и противоречит указаниям автора на то, что Первая эпоха началась с пробуждения эльфов у вод Куивиэнен и была, таким образом, наиболее продолжительным периодом в ряду четырёх летописных эпох Средиземья.

### Луна
Майа Тилион из свиты Оромэ был выбран для управления судном, нёсшим последний цветок Телпериона, Луну.

…Исил, Сияющий, звали в древности ваниары Луну — цветок Телпэриона; нолдоры звали [её] ещё Ра́на — Бродяга…— Толкин, Дж. Р. Р. Сильмариллион. Глава 11. О Солнце, Луне и сокрытии Валинора. — Пер. Н. Эстель.
Эльфы называли Луну Исил (Ísil) или Сияющий — именем, которое дано было ей ваниар. На синдарине Луна звалась Итил (Ithil), откуда произошли названия объектов Средиземья — Минас Итиль — «крепость Луны» и Ити́лиэн — «земли Луны», а также имя Исилдур — буквально «преданный Луне».
Нолдор называли Луну Ра́на (Rána), т. е. буквально Своенравная, что было связано с тем, что Тилион не всегда соблюдал порядок прохождения по Ильменю, установленный Вардой, и нередко случалось так, что солнце и луну видели на небе одновременно (а иногда луна закрывала солнце и наступало затмение).
В текстах легендариума Луна также именуется Серебряным Цветком, а Голлум называл её Белым лицом.
Луна впервые взошла над миром в 1500 году Древ и пересекла небеса семь раз прежде появления в небе Солнца; с первым восходом Луны воинство Финголфина прибыло на север Средиземья после изнурительного перехода через льды Хелькараксэ.

### Солнце
В опубликованном «Сильмариллионе» говорится, что Солнце было плодом Лаурелин, помещённым в прозрачную ладью, созданную Аулэ; он и его помощники сотворили судно, которое должно было нести последний плод Великого Древа. Судном управляла майа Ариэн из свиты Ваны.

«…и А́наром, Златым Огнём нарекли они Солнце, плод Лаурелин. Нолдоры звали их ещё Ра́на — Бродяга и Ва́са, Дух Огня, что пробуждается и пожирает»— Толкин, Дж. Р. Р. Сильмариллион. О Солнце, Луне и сокрытии Валинора. — Пер. Н. Эстель.
Эльфы называли на квенья Солнце А́нар (Ánar) или «Золотой Огонь». На синдарине Солнце именовалось Анор (Ánor). Из него позднее произошли многие названия объектов Средиземья, в частности Минас Анор — «крепость Солнца», Анориэн — «земли Солнца», а также имя Анарион — буквально «дитя Солнца».
Нолдор называли Солнце Ва́са (Vása), «Сердце Огня». В других местах Солнце часто именуется «Дневной Звездой», а Голлум называл его Жёлтым лицом.
Эльфы ценили Солнце меньше, нежели Луну: ведь именно Луна являлась цветком старшего из Двух Древ и первой поднялась на небосвод Арды, а также потому что «…Солнце было создано как знак пробуждения и увядания эльфов, а Луна лелеяла их воспоминания».
Орки (за исключением урук-хай) генетически не переносили Солнца и по своей воле не выходили из укрытий в то время, пока оно было в небе. Ещё больше опасались Солнца тролли: под его светом они превращались в камень. (Позже Саурон вывел породу троллей олог-хай, которые, подобно урук-хай, не боялись солнечного света.)
Солнце впервые взошло над миром в 1 году Солнца, позже Луны; первый рассвет застал воинство Финголфина в Митриме, и развернув знамёна и затрубив в рога, эльфы беспрепятственно дошли до самих врат Ангбанда, поскольку Моргот и его рабы убоялись солнечного света.

## Ранние версии
В ранних версиях «Сильмариллиона», в частности в первом томе «Книги утраченных сказаний», включённой в 12-томный сборник «История Средиземья», Солнце было описано как огромный остров огня, Луна же описывалась как кристаллический остров. Также там было сказано, что Тилион, который управлял Луной, был тайно влюблён в Ариэн — деву, правившую Солнцем. Из-за того, что он приближался к Ариэн слишком близко, Луна была обожжена, получив навсегда тёмные пятна на своей поверхности.
По другой версии, Аулэ изобрёл и создал вирин — кристаллический материал, из которого и изготовил чашу для Розы Си́льпиона. Когда же Вала Лориэн попытался сорвать цветок, сухая ветвь надломилась, и Роза низверглась на землю так, что «часть росы-света стряхнулась, а иные хрустальные лепестки измялись, потускнев». Так и образовались пятна, видимые на Луне.
В более поздних версиях плод Лаурелин также был низвергнут на землю, когда Аулэ споткнулся, не в силах нести столь тяжёлую ношу.
В разделе «Круглый Мир» последнего тома «Истории Средиземья» выдвинута ещё одна версия, согласно которой Солнце и Луна не были плодами Двух Древ, а на самом деле предшествовали их созданию; Два же Древа Валар были созданы, чтобы сохранить первозданный свет Солнца прежде, чем Мэлко осквернил его.

## Человек на Луне
По всей видимости, именно эльфийские сообщения о Тилионе, переработанные за тысячелетия смертными народами Средиземья, послужили основой для происхождения комического фольклорного образа Мужика-с-Луны (вариант перевода — лунаря), упомянутого в известной песне Фродо, которую тот исполнил в трактире «Гарцующий Пони» во время своего первого посещения Пригорья.
В других произведениях Толкина можно найти историю, повествующую о старом эльфе, который скрылся на Острове Луны и построил там минарет. Такая история появляется в «Роверандом», где Человек-на-Луне также живёт в минарете. Если рассматривать эту историю в контексте эльфийских сообщений, которые изложены в легендариуме, то история Человека-на-Луне, вероятно, должна была возникнуть из легенды о Тилионе. В «Книге утраченных сказаний» этот человек именуется Uolë Kúvion, но о его появлении на Луне не говорится ничего.

## Нарсил
Нарсил — меч короля Элендила (позже перекованный для Арагорна и названный Андурил), содержит в названии элементы из языка квенья «нар» и «сил» (редуцированные Аnar и Isil), «огонь» и «белый свет», которые дают отсылку к Солнцу и Луне.

## Интересные факты
- В Испании существует музыкальная группа, носящая название Narsilion («Песнь о Солнце и Луне» в переводе с языка квенья.)